# Мазолово (Могилёвская область)
Мазолово (бел. Мазалава) — агрогородок в Мстиславском районе Могилёвской области Беларуси. Административный центр Мазоловского сельсовета.

## География
Агрогородок находится в северо-восточной части Могилёвской области, в пределах Оршанско-Могилёвской равнины, на левом берегу реки Белая Натопа, на расстоянии примерно 7 километров (по прямой) к юго-западу от Мстиславля, административного центра района. Абсолютная высота — 194 метра над уровнем моря. Через населённый пункт проходит республиканская автодорога Р96.

## Население
По данным переписи 2009 года, в агрогородке проживало 689 человек.

## История
До 1772 года село Мазолово входило в состав Мстиславского воеводства Великого княжества Литовского.
Согласно «Списку населенных мест Могилёвской губернии» 1910 года издания населённый пункт входил в состав Старосельской волости Мстиславского уезда Могилёвской губернии. В деревне имелось 30 дворов и проживало 273 человека (131 мужчина и 142 женщины).

## История Мазоловского монастыря
Православные монастыри, находившиеся на территории современной Республики Беларусь во времена вхождения белорусских земель в состав Великого княжества Литовского и Речи Посполитой, вынуждены были вести борьбу с католичеством и униатством — доминирующими конфессиями того периода — за свои права и веру. Раздел Речи Посполитой и последующее присоединение Могилёвской губернии к Российской империи стали важным фактором для укрепления позиций православия на этих землях. Характерным примером этого процесса является история православного женского Мазоловского Преображенского, а с 1833 года — Вознесенского монастыря, расположенного в деревне Мазолово, в 13 км от города Мстиславля Могилёвской губернии.
На данный момент отсутствует отдельное исследование, посвящённое истории Мазоловского монастыря. Познакомиться с его прошлым возможно главным образом через материалы архивного фонда Мазоловского монастыря в Национальном историческом архиве Беларуси (фонд 2314, опись 1) и монографии, посвящённые истории и архитектуре православной церкви в Беларуси. Среди исследователей следует особо отметить В. В. Беднова, П. С. Горючко, И. Н. Слюнькову и других.

### Основание и ранняя история
Мазоловский монастырь был основан в 1665 году дочерью мстиславского стольника Марианной Суходольской. Это время характеризовалось развитием православия в белорусских землях, входивших в состав Речи Посполитой: появлялись конституции, охранявшие права православных; утверждалась высшая церковная иерархия во главе с митрополитом, возвращались прежде отнятые монастыри и церкви. Однако уже с конца 1660-х годов наметился процесс ополячивания шляхты, ослабления влияния казачества и усиления поддержки католицизма и униатства правительством, что привело к новым притеснениям православных.

### Мазоловский монастырь в период притеснений
Мазоловский православный монастырь также подвергался религиозным гонениям. Он упоминается в привилее Августа II от 28 ноября 1720 года среди православных монастырей, положение которых было признано неприкосновенным. Несмотря на этот привилей, уже в 1727 году (по другим источникам, в 1743 году) монастырь был занят униатскими монахинями, которые изгнали из обители своих православных сестёр за отказ принять унию. Такая ситуация объясняется фальсификациями документов: при утверждении фундации монастыря во времена сейма 1678 года в текст добавили слово «unitarum», что в дальнейшем легитимизировало притязания униатов.

### Возрождение Мазоловского монастыря
Только после присоединения Могилёвской губернии к Российской империи в 1772 году, благодаря Могилёвскому архиепископу Георгию Конисскому, монастырь был возвращён православным. Согласно рапорту архиепископа от 15 мая 1789 года, передача обители проходила через судебные тяжбы на протяжении шести лет с 1782 по 1788 год. Судебное решение позволило восстановить монастырь: его настоятельницей стала Дометиана Вон-Лярская, которая, воспользовавшись средствами родственников, обустроила обитель.
Особое значение для дальнейшей истории Мазоловского монастыря имел указ Екатерины II сенату от 2 января 1795 года, закрепивший за обителью статус православной. Перемены были связаны и с личным участием графини А. Р. Чернышёвой, которая взяла на себя заботу о монастыре: выделила средства на содержание 12 монахинь и 12 послушниц, подарила ряд церковных святынь и внесла значительный вклад в восстановление монастырских зданий.

### Архитектурное развитие
В 1799 году графиня Чернышёва профинансировала строительство первой каменной церкви в Мазоловском монастыре. Спустя несколько десятилетий, в 1827 году по проекту архитектора А. Мельникова была выстроена новая Вознесенская церковь, освящённая 22 февраля 1832 года. В храме состояло три престола: главный — в честь Вознесения Господня, правый — во имя Преображения и левый — Рождества Богородицы.

### Хозяйственная жизнь и просветительская деятельность
На протяжении XIX века хозяйственное устройство монастыря включало владение деревнями, мельницами, землёй, кирпичным заводом и прочим. По архивным данным, до введения штатного расписания доходы насельниц обеспечивались земледелием и рукоделием. Монастырь был небогатым, но занимал заметное положение среди православных обителей региона.
Мазоловский монастырь выполнял и просветительскую функцию. В 1871 году была открыта школа для девочек, а в 1886 году — школа грамотности для мальчиков. Обучение регулировалось как духовенством, так и самими монахинями, многие из которых были грамотными и происходили из разных сословных групп.

### Закат и наследие
После революции 1917 года монастырь был закрыт, здания — разрушены, за исключением Вознесенской церкви, которая сохранилась до наших дней как приходская.

### Значение и оценка
История Мазоловского монастыря наглядно показывает, что присоединение Могилёвской губернии к Российской империи способствовало не только возрождению самого монастыря, но и укреплению православной традиции в регионе. Обитель стала не только духовным, но и образовательным и благотворительным центром, что проявилось в организации школы и больницы на её территории.